# トレン・デル・スール
トレン・デル・スール（西: Tren del Sur）またはトレイン・オブ・ザ・サウス（英: Train of the South）は、プエルトリコ自治連邦区（通称：プエルトリコ）のアローヨにて運行されている、軌間3 ft (914 mm)の歴史的なナローゲージ保存鉄道である。
当鉄道は、1950年代以前にプエルトリコ周辺で運行されていた大規模な鉄道システムの一部であり、島全体で現存し続けており、最後の生き残りであるサトウキビ農園の路線を保存するために、1984年に当鉄道が結成された。

## 概要
当鉄道は、産業および他の歴史的な側面を説明する50分長のガイド付きツアーとして、アローヨの古いサトウキビ畑を横断しながら乗客および観光客を乗せている。
元々の鉄道路線用地の大部分は、旧・ポンセ・アンド・グアヤマ鉄道 (Ponce and Guayama Railroad) の総路線であり、1958年まで通常に使用されていた。
1984年に、短い4-マイル (6.4 km)の部分が後にトレン・デル・スールとして復活した。
敷地内に放棄された元々の器具の多くはまた、ルートに沿って歴史的な小道具として役立っていた。
2005年に、当鉄道が主要な復旧プロジェクトの保留により、一時的な運休となった。
だが、不明な理由により、その後、近年になって全ての作業が中止となった。
しかしながら、内務省では近い将来のいつかしらに、当鉄道への再委託およびさらにシステムを拡張する計画がある。

## 鉄道車両
年代もので歴史的な鉄道車両器具の数両が、トレン・デル・スールの敷地周辺に存在している。
2005年まで、かつて観光列車を運行していた機関車は、元々が農園時代の18トンのエンジン5両から40トンの機関車3両にわたるプリマス・ロコモティブ・ワークス (Plymouth Locomotive Works) 製ディーゼル式スイッチャー・エンジンから成っている。
40トンのプリマス製では、古いアッチソン、トピカ・アンド・サンタ・フェ鉄道 (Atchison, Topeka and Santa Fe Railway) を直接手本に、当鉄道名の刻印と黄色のサンタ・フェ「シガーバンド」ロゴを含む、赤および銀の「Warbonnet」配色で全て塗装されていた。
#18のエンジンは、全て観光走行に使用されていた主力機関車であり、乗客の着席を可能とするために特製の内装と、いくつかの改装されたフラットカーを牽引していた。
ルートに沿った側線の多くでは、放棄されたサトウキビ関連の貨車で埋めつくされている。

### エンジン名簿
| モデル                            | 両数 | 製造年 | 番号     | 備考 |
| --------------------------------- | ---- | ------ | -------- | --- |
| ホイットコム (Whitcomb) 製 7トン  | 1    | 1939年 | TS 1     | これは、特注で蒸気機関の車体に改造された、旧・ホイットコム製工業用スイッチャーである。現在、正面入口の外側で展示用に鎮座している。                                                                         |
| プリマス (Plymouth) 製 18トン JCD | 4    |        |          | 当鉄道には、これらの18トンのプリマス製スイッチャーが少数あったが、3両のみが現場に残っており、2009年現在では荒廃している。                                                                                  |
| プリマス製 18トン JCD             | 1    |        | TS 15    | この小型のプリマス製スイッチャーは、後に移設されて、カターニョ (Cataño) のバカルディ蒸溜所 (Bacardi Distillery) の外側で展示用に置かれている。それには、ポンセ・アンド・グアヤマ鉄道用の文字入りであった。 |
| プリマス製 40トン WLD             | 2    |        | TS 16-17 | これらの2両は、#18とほぼ同一のエンジンであり、2009年現在では両方とも荒廃している。 |
| プリマス製 40トン WDT             | 1    | 1954年 | TS 18    | これは、当鉄道の観光走行の全てに使用されていた主力エンジンであった。2005年に当鉄道が廃止された後、それは稼働していない。                                                                                   |